# Wladko Panajotow
Wladko Todorow Panajotow (auch Vladko Todorov Panayotov geschrieben, bulgarisch Владко Тодоров Панайотов; * 7. Mai 1950 in Pawlikeni, Bulgarien) ist ein bulgarischer Politiker der Bewegung für Rechte und Freiheiten (DPS) und Mitglied des Europäischen Parlaments.
Panajotow ist Mitglied des Bulgarischen Wissenschaftlerverbandes und des Bulgarischen Chemikerverbandes sowie Dozent und Professor an der Universität für Bergbau und Geologie in Sofia.

## Leben
1975 beendete Wladko Panajotow sein Studium in Chemische Kybernetik an der Moskauer Chemisch-technologischen Mendelejew-Universität.
Zwischen 1977 und 1980 war er Doktorand an der St. Iwan-Rilski-Universität für Bergbau und Geologie  in Sofia. Zwischen 1980 und 1990 war er wissenschaftlicher Mitarbeiter und leitender wissenschaftlicher Mitarbeiter, stellvertretender Direktor des gemeinsamen wissenschaftlich-praktischen Zentrums des Kombinats für Bergbau und Mineralaufbereitung Gorubso und der Universität für Bergbau und Geologie. Zwischen 1990 und 2007 war er Direktor am Institut für Bergbau und Hüttenwesen in Kardschali. Seit 2000 ist er Professor und seit 2002 Redakteur der Zeitschrift Geologie und Bodenschätze.
2007 wurde Wladko Panajotow bei den Europawahlen 2007 von der Liste der DPS, die in der Region Kardschali die stärkste politische Kraft ist, zum Mitglied des Europaparlaments gewählt. Bei den Europawahlen 2009 wurde er in seinem Amt bestätigt.
Wladko Panajotow ist weiter Autor von vier Lehrbüchern, drei Monografien, 160 Publikationen und Inhaber von 36 Patenten.
Panajotow spricht Englisch, Spanisch und Russisch.

## Auszeichnungen
- Träger des goldenen Ordens der Arbeit (1985)
- Goldmedaille der Internationalen Technikmesse (1989)
- Träger des Titels: Herausragender Ingenieur für Mineralaufbereitung der Republik Bulgarien (2001)
- Goldmedaille der Technikmesse East West Euro Intellect (2003)
- Ehrenbürger der Stadt Kardschali (2005)